# 도라에몽 노비타와 애니멀 혹성
《극장판 도라에몽: 진구와 동물혹성》(映画ドラえもん のび太とアニマル惑星)은 일본에서 1990년 3월 10일에 개봉했다.

## 줄거리
진구는 어느날 밤 이상한 가스와 접하게 된다. 길을 찾기 위해 이리저리 움직이다가 출구를 발견하고, 그곳으로 향하지만 나오고 보니 깊은 숲 속이었다. 여느때처럼 도라에몽을 찾다가 우연히 사람의 몸에, 사람 옷을 입고, 사람 말까지 하는 동물들을 보게 된다. 이후 다시 가스를 발견하고 그곳에 들어간다. 이후 잠에서 깨어난 진구는 방 밖에 나와있고, 도라에몽에게 자신의 꿈 얘기를 한다.

## 등장인물
- 도라에몽: 오오야마 노부요
- 노진구: 오오하라 요리코
- 신이슬: 노무라 미치코
- 만퉁퉁: 타테카베 카즈야
- 왕비실: 키모츠키 카네타
- 치포 :
- 니무게 :

## 주제가
오프닝도라에몽의 노래(ドラえもんのうた)
노래 : 야마노 사토코
엔딩
노래 :